# Miranda (Castroverde)
Miranda (llamada oficialmente Santiago de Miranda) es una parroquia y una aldea española del municipio de Castroverde, en la provincia de Lugo, Galicia.

## Organización territorial
La parroquia está formada por una entidad de población:
- Miranda

## Demografía
Gráfica demográfica de la aldea de Miranda y de la parroquia de Santiago de Miranda según el INE español:
| Gráfica de evolución demográfica de Miranda entre 2000 y 2019 |
|                                                               |
| Datos según el nomenclátor publicado por el INE.              |